# Lady Marian
Lady Marian, Maid Marian of Maid Marion (Nederlands: Vrouwe Marianne) is een personage uit de Robin Hood-legende. Ze wordt vaak neergezet als een nicht van Robin Hood, en anderzijds ook van de koning. Uiteindelijk is ze de spil in een driehoeksverhouding met Robin Hood en de sheriff van Nottingham.

## Oorsprong
In de oudste ballades omtrent Robin Hood is er niets bekend over een vrouwelijke geliefde of compagnon. De meeste verhalen bevatten alleen mannelijke medestanders, waardoor er al gauw gedacht werd aan homoseksualiteit, iets dat niet was toegestaan door de Katholieke Kerk en dus moest er een vrouwelijke tegenhanger aan het Robin Hood-verhaal toegevoegd worden.
Lady Marian zou afgeleid zijn van een feestdag, May Day (Mei-dag), die in de vroege middeleeuwen nog gevierd werd (in Nederland kennen we deze dag als Dag van de Arbeid en in België als Feest van de Arbeid), en werd geassocieerd met koningin of vrouwen van mei of Mei-dag. Dus Lady Marian werd al geassocieerd met zulke festiviteiten toen de Robin Hood-verhalen nog hoogtij moesten gaan vieren. Niet alleen de feestdag maakt een link naar de middeleeuwen, het feest stond ook in het teken van natuur en kruisboogschieten, waardoor er een link is met het Robin Hood-verhaal. Alexander Barclay schrijft al in ca. 1500 dat ene Marion en Robin aan elkaar gelieerd werden. Deze aantekening is een verwijzing naar een Marion van de mei feestdagen in de Franse traditie, deze gaat over de schaapherderin Marion en haar geliefde schaapherder Robin (niet Robin Hood). Het beste voorbeeld hiervan is Adam de la Halles compositie van Jeu de Robin et Marion uit 1285, waaraan Maid Marion ontleend kan zijn.

## Karakter
Lady Marian wordt voor het eerst in de 16e eeuw echt verbonden aan het Robin Hood-verhaal. Haar biografie en karakter zijn door de tijd heen erg variabel gemaakt, soms geportretteerd als arm of van Saksische en soms Normandische afkomst (Marians rol was daarbij bijzonder klein in de verhalen). In 1592 zou Lady Marian voor het eerst voorkomen in een toneelstuk van Thomas Nashe, maar deze rol werd wel gespeeld door een man, genaamd Martin. In het stuk zitten raadsels verwerkt naar de mei-dagen en het personage van Marian.
Toneelschrijver Anthony Munday schreef haar het pseudoniem Matilda Fitzwalter toe een historische dochter van Robert Fitzwalter, die Engeland had moeten ontvluchten omdat ze mogelijk een poging had gedaan om koning Jan te vermoorden. Marion zou gebaseerd kunnen zijn op deze Mathilde Fitzwalter. Zij zou een maîtresse geweest zijn van prins Jan zonder Land, deze zou menigmaal een poging hebben gedaan om haar te verleiden. De Ballade van Robin Hood and Maid Marian, die dateert van minstens de 17e eeuw, laat een wat meer actieve Marian zien; ze laat zich gelden als een verklede knaap en doet niet onder voor Robin in een zwaardgevecht.
Een ander historisch persoon waaraan Marian wordt gelieerd, is Maud le Vavasour. Dit was een barones in Ierland en nadat haar man overleden was, keerde ze terug naar Engeland, waar haar vader haar verkocht voor 1200 mark aan Fulk Fitzwarin. Deze was na een ruzie met koning Jan ontheven uit de adelstand en van al zijn bezittingen beroofd. Fulk werd een vrijbuiter en Maud ging met hem in de bossen wonen.

## Marian in films en series
- Olivia de Havilland speelt Maid Marian in The Adventures of Robin Hood (1938). Ze is een hofdame alsook edelvrouw onder bescherming van Koning Richard, alhoewel ze als een echte dame gedraagt, kan zo ook partijdig zijn tegen Robins driften om van de rijken te stelen.[7]
- Audrey Hepburn speelt Marian in Robin and Marian (1977), in deze versie wordt ze neergezet als een vrouw op latere leeftijd (±50).
- In de serie Robin of Sherwood, speelt Judie Trott de rol van Marion of Leaford die door omstandigheden terechtkomt bij de bende van Robin Hood en een relatie met Robin begint.
- Mary Elizabeth Mastrantonio speelt Marian Dubois in Robin Hood: Prince of Thieves (1991), ze leeft in onmin met de hedendaagse omstandigheden, onder het juk van de Sheriff van Nottingham. Als Robin terugkeert van zijn reis, ziet ze het nut niet in van zijn terugkeer, maar bezwijkt toch later voor zijn charmes en daden.
- Lucy Griffiths, speelt Lady Marian in de 2006 versie van Robin Hood, Hierin is ze de dochter van de oud-Sheriff van Nottingham, die ruw is afgezet door de nu dienstdoende sheriff. Ze is zelf ook actief als een heldin van het volk genaamd de Night Watchman, en vormt de liefdesspil tussen Guy of Gisborne en Robin Hood. In de finale van het tweede seizoen wordt ze vermoord door Guy of Gisborne.
- Cate Blanchett. Speelt Lady Marion in de Robin Hood-verfilming uit 2010. Ze wordt geconfronteerd met de dood van haar man, heer Robert of Loxley, door Robin Longstride, die zich voordoet als haar man (door zijn harnas en wapen te dragen). Ze gedoogt deze vermomming omdat ze onder druk staat van de Sheriff en zijn gevolg en ze het moraal van de burgers omhoog wil halen.
- Christie Laing speelt Marian in de serie Once Upon a Time in 2013 in seizoen 2. Ze is de vrouw van Robin Hood en heeft een kind met hem, genaamd Roland.
- Eve Hewson speelt Marion in de 2018 versie: Ze krijgt een relatie met de rijke Robin of Loxley, maar nadat deze is afgereisd op de Derde kruistocht, denkt ze na enkele jaren dat hij overleden is. Ze begint dan een relatie met "Will Tillman". Ze ontdekt dan opeens dat Robin toch nog leeft.